# Anna (moneta)

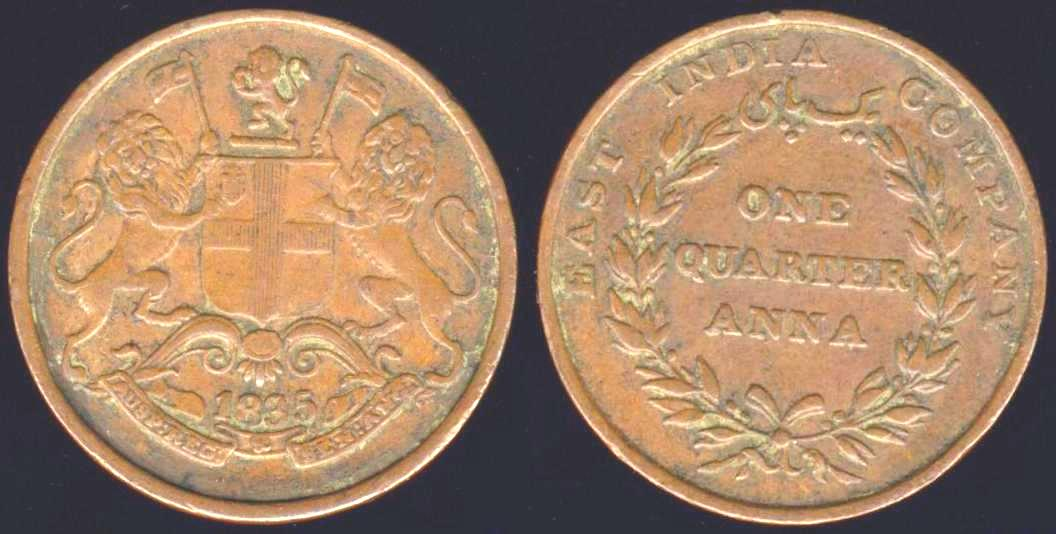
Una moneta da 1/4 di anna (1835).

L'anna (indostano आना ānā) era un'unità monetaria usata in India. Tale moneta fu emessa per la prima volta sotto il dominio britannico dell'India a partire dal XIX secolo.
Inizialmente era battuta in argento, successivamente in rame. Era suddivisa in 4 paise, o in 12 pie (cioè torta in inglese). 16 anna formavano una rupia.
Di conseguenza in una rupia c'erano 64 paise o 192 pie.  Il termine appartiene al sistema monetario musulmano.
A volte la moneta da 50 paise era colloquialmente chiamata 8 Anna (Atthanni in Hindi, e Ettu Anna, pronunciata "Ettna" in Tamil) e quella da 25 paise era chiamata 4 Anna (Chawanni in Hindi, e Naal Anna, pronunciata "Naalna" in Tamil).
Furono coniate monete da 1 anna, ed anche da 1/2 anna in rame e pezzi da 2 anna in argento.  Il termine "anna" è spesso utilizzato per indicare la frazione di 1/16. 
L'anna non è più usata perché l'India ha decimalizzato la propria valuta nel 1957.